# What's the Pressure
What's the Pressure är en låt framförd av sångerskan Laura Tesoro.
Låten var Belgiens bidrag till Eurovision Song Contest 2016 i Stockholm. Den framfördes i den andra semifinalen i Globen den 12 maj 2016. Sången kom vidare till finalen och fick en slutplats på 10, med 181 poäng.